# Rohizna, Tîvriv
Rohizna (în ucraineană Рогізна) este un sat în comuna Mala Vulîha din raionul Tîvriv, regiunea Vinnița, Ucraina.

## Demografie
Componența lingvistică a localității Rohizna
     Ucraineană (97,47%)
     Română (1,27%)
     Alte limbi (1,26%)
Conform recensământului din 2001, majoritatea populației localității Rohizna era vorbitoare de ucraineană (97,47%), existând în minoritate și vorbitori de română (1,27%).